# غائيل جيفيت

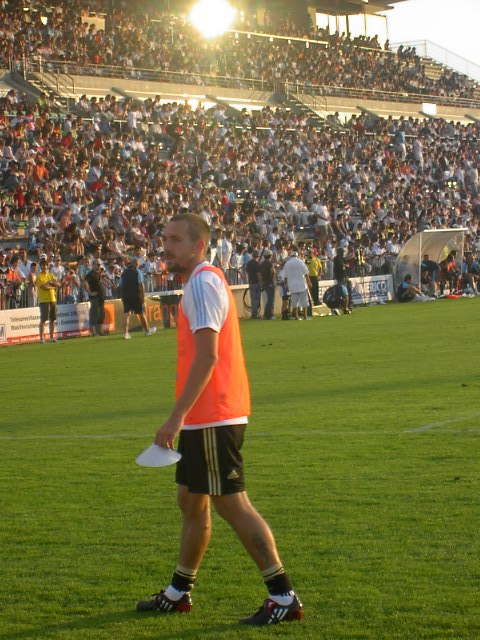
غائيل جيفيت

غائيل جيفيت (بالفرنسية: Gaël Givet) Gaël Givet المولود في 9 أكتوبر 1981, لاعب كرة قدم فرنسي، يلعب في خط الدفاع كظهير. يلعب حالياً مع نادي موناكو. متزوج ولديه ابن يدعى غابرييل مولود في 8 مايو من العام 2006.
لقد لعب إحدى عشر مباراة حتى الآن مع الفريق الفرنسي، واستدعي ليكون ضمن التشكيلة في كأس العالم 2006 ولكنه لم يلعب ضمن التشكيلة الأساسية وجلس على مقاعد الاحتياط.

## روابط خارجية
- غائيل جيفيت على موقع رابطة كرة القدم الفرنسية للمحترفين (الإنجليزية)
- غائيل جيفيت على موقع قاعدة بيانات كرة القدم.إي يو (الإنجليزية)
- غائيل جيفيت على موقع ناشيونال فوتبول تيمز (الإنجليزية)
- غائيل جيفيت على موقع Soccerbase.com (لاعب) (الإنجليزية)
- غائيل جيفيت على موقع Soccerway.com (الإنجليزية)
- غائيل جيفيت على موقع عالم كرة القدم.نت (الإنجليزية)
- غائيل جيفيت على موقع AS.com (الإسبانية)